# Andrew Marvell
Andrew Marvell (ur. 31 marca 1621 w Winestead w East Riding of Yorkshire, zm. 16 sierpnia 1678 w Londynie) – angielski poeta metafizyczny oraz parlamentarzysta.
Ojciec Marvella był skłaniającym się ku kalwinizmowi pastorem w Kingston upon Hull. Marvell kształcił się w Trinity College Uniwersytetu w Cambridge, studia ukończył w 1641 roku. Nie jest pewne, czym zajmował się przez następnych dziesięć lat; wiadomo, że w latach 1642–1646 podróżował po Europie, m.in. po Włoszech i Francji, prawdopodobnie pracując jako domowy nauczyciel. Był zwolennikiem Cromwella, czemu dał wyraz w napisanej ok. 1650 roku Odzie horacjańskiej na powrót Cromwella z Irlandii (ang. Horatian Ode). W 1651 roku został nauczycielem córki lorda Thomasa Fairfaxa w posiadłości generała w hrabstwie York. Pozwoliło to Marvellowi zbliżyć się do elit politycznych, jednak bliższe znajomości nawiązał nie z purytanami, ale rojalistami, takimi jak Richard Lovelace. W roku 1653 został nauczycielem jednego z wychowanków Cromwella, Williama Duttona, towarzysząc mu w Eton. Okres pracy Marvella jako nauczyciela to czas, w którym powstała większość jego poezji lirycznej.
W roku 1653 Marvell został polecony przez Johna Miltona na stanowisko jego asystenta w sekretariacie Rady Państwa Commonwealthu, objął je jednak dopiero w 1657 roku. W 1659 roku został deputowanym do Izby Gmin z okręgu wyborczego Kingston upon Hull. Funkcję tę sprawował także po restauracji Stuartów. Mimo swoich politycznych sympatii i wielokrotnych wystąpień w parlamencie w obronie swobód konstytucyjnych cieszył się szacunkiem rojalistów i samego króla; wpływy, które miał, pozwoliły mu też chronić jego wcześniejszego protektora, Johna Miltona. W tym okresie swojej działalności Marvell porzucił lirykę, nie zaprzestał jednak twórczości, pisząc wydawane anonimowo satyry i rozprawy polityczne. 
Jedyny tom wierszy Marvella, Miscellaneous Poems, został wydany pośmiertnie, w 1681 roku. Wydanie to było firmowane nazwiskiem Mary Marvell, podawanej za żonę poety; w rzeczywistości posłużono się imieniem jego gospodyni, gdyż Marvell nigdy nie był żonaty.